# Acacia sulcata
Acacia sulcata — вид квіткових рослин з родини бобових. Ареал: Австралія (Західна Австралія).

## Середовище
Вид зустрічається в низьких, густих чагарникових та відкритих чагарникових угіддях на хвилястих рівнинах, скелястих пагорбах та гранітних виходах.

## Біоморфологічна характеристика
Це розлогий багаторічний кущ, що виростає до 0,2–2 метрів, рідко 3 метрів, у висоту. Він утворює жовті суцвіття з червня по листопад.